# Maria Herdin
Maria Herdin (ur. 1842 w Radomiu, zm. 1933 w Warszawie) – uczestniczka powstania styczniowego.

## Życiorys

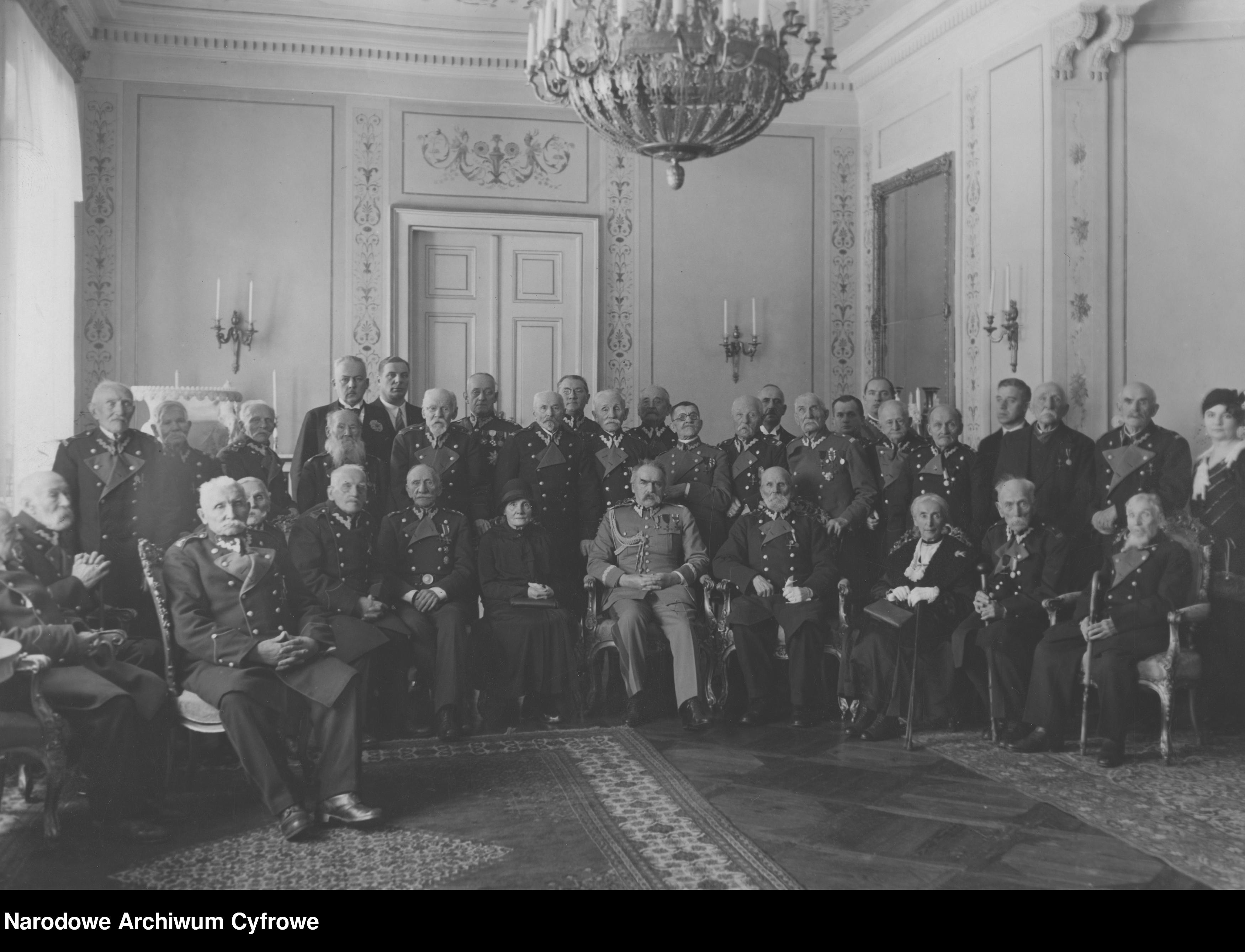
Grupa weteranów powstania styczniowego na spotkaniu z Józefem Piłsudskim w 70. rocznicę wybuchu powstania (1933), Maria Herdin siedzi trzecia z prawej, Narodowe Archiwum Cyfrowe

Córka radomskiego aptekarza Heliodora Konstantego Herdina. Należała do Towarzystwa Patriotycznego kobiet (tzw. piątki) kierowanej przez Łuczyńską – pierwszej takiej organizacji w Radomiu. Szyła ubrania i okrycia dla powstańców, przygotowywała bandaże i szarpie. Opiekowała się uwięzionymi i wysłanymi na Sybir. W paczkach z jedzeniem, które przekazywała uwięzionym, ukrywała piłki do przecinania krat.
W 1930 została odznaczona Krzyżem Niepodległości.
Brała udział m.in. w spotkaniu z marsz. J. Piłsudskim w 70. rocznicę wybuchu powstania.
W 1933 mieszkała w schronisku dla powstańców styczniowych u zbiegu ulic Floriańskiej i Jagiellońskiej na Pradze-Północ w Warszawie (z Marią Bentkowską i Henryką Daniłowską).
Gdy zmarła, zamiast kwiatów zebrano datki na Towarzystwo Przyjaciół Weteranów.